# Milongón
El milongón es un género musical nacido y desarrollado en la ciudad de Montevideo (Uruguay). Tiene su origen en el candombe; sus compositores fueron músicos de raza negra de esta ciudad, cuya identidad  se ha perdido con el tiempo. Es música compuesta para baile, no para cantar. 

## Historia
El ambiente donde se cultivó el milongón en el Montevideo colonial fue en los extramuros de la ciudad. Posteriormente en la segunda mitad del siglo XIX y hasta principios del siglo XX el milongón se tocaba en los bodegones de la Ciudad Vieja y de La Aguada y en los salones de baile orillero como el de Luciano Fonseca en el barrio La Unión o en la Amarilla y la Rosada del barrio Paso del Molino. Es música puramente uruguaya, montevideana, de origen negro.
Muchas de estas piezas musicales fueron recopiladas por el guitarrero Alberto Gallotti, (“Bachicha”) quien tocaba esta música en muchos de los lugares citados anteriormente y en un local que se llamaba “La Trufa” que se ubicaba en la calle Uruguay esquina Eduardo Acevedo. Según documenta Ferdinand Pontac en el diario “El Día” de fecha 30/07/1961, Gallotti aprendió a tocar milongones en “… La Concertina, sociedad de negros puros, en el barrio Reus al Sur y donde figuraban Aguilar (no el del gran Gardel) el dientudo, el pardo Isaz. Bachicha era el único blanco a quien se admitía en la rueda, excepción honrosa por sus cualidades de extraordinario intérprete.”
Ya en la segunda mitad del siglo XX el milongón dejó de practicarse como música de baile y permaneció en núcleos de músicos respetuosos de este género y que conocieron a Bachicha, como los reconocidos guitarristas Abel y Agustín Carlevaro, como Arturo Prestinari, como los Pascual, los Tripaldi, Rodolfo Carriquiri, Beba Ponce de León, los Barruti y otros núcleos de amantes de la música.
En la Biblioteca Nacional de la República Oriental del Uruguay hay un disco grabado por Oscar Morasca,  Juan Carlos Barruti y Leopoldo Amaro que registra muchos de los milongones que tocaba Alberto Gallotti.
Existen también, en el SODRE, grabaciones de algunos de esos milongones realizadas por los hermanos Federico y Donato “Tucho” Tripaldi en el año 1957.
Existe también un disco de circulación comercial editado en la década de 1960 que contiene algunos milongones interpretados al piano por Beba Ponce de León acompañada por los guitarristas Germán y Carlos Barruti y Donato “Tucho” Tripaldi.
Además existe un disco compacto, de circulación comercial, editado por el sello Ayuí que tiene algunas de esas piezas musicales grabadas por los hermanos Abel y Agustín Carlevaro conjuntamente con el guitarrista Julio Fontela. 
Los milongones originales recopilados por Alberto Gallotti y que se encuentran registrados en la Biblioteca Nacional en versión de Oscar Morasca, Juan Carlos Barruti y Leopoldo Amaro son:
- El Repique
- Conversación de Negros (figura con el nombre “El Abuelo y los Negritos”)
- La Garúa
- El Vendaval
- El Orillero
- Campamento
- La Chiquita
- La Llamada
- El Sofá de la Rosada
- Punta Gorda
- La Comadre
- La Coca

Milongones originales recopilados por Alberto Gallotti que se encuentran registrados en disco del sello Ayuí en versión de Abel y Agustín Carlevaro y de Julio Fontela son:
- Milongón para Bordonas
- Campamento
- Conversación de Negros
- El Orillero

Milongones originales recopilados por Alberto Gallotti que se encuentran registrados en el Sodre en versión de los hermanos Tripaldi son:
- El Orillero
- Campamento
- La Llamada
- La Garúa
- El Negro Hilario

- Datos: Q6016603